# Janaira gracilis
Janaira gracilis là một loài chân đều trong họ Janiridae. Loài này được Moreira & Pires miêu tả khoa học năm 1977.